# Грегор Храдецки
Грегор (Георг) Хредецки (Кремс, 31. јануар 1909 — Бад Клајнкирхајм, 29. децембар 1984) бивши је аустријски кајакаш и мајстор за израду оргуља. Учествовао је на такмичењима на кајаку и кануу крајем тридесетих година. Учесник и олимпијски победник на Олимпијским играма 1936. у Берлину.

## Спортски успеси
Грегор Храдецки на Олимпијским играма у Берлину освојио је златну медаљу у дисциплини класични кајак једносед К-1 на 1.000 метара, и дисциплини склопиви кајак једносед Ф-1 10.000 метара. Он је један од два Аустријанца у историји олимпијског спорта који је на истим летњим олимпијским играма освојио две олимпијске златне медаље. Други је био аустријски гимнасутичар Јулиус Ленхарт, коме је то услело 1904. у Сент Луису.
Храдецки је освојио и бронзану медаљу у дисциплини К-1 на 1.000 метара на такмичењима на кану и спринту на Светском првенству у Вакхолму 1938. године..На овом првенству, Храдецки је представио Немачку..